# Ayacucho
Ayacucho (španělská výslovnost: [aʝaˈkutʃo], Ayacuchu v kečuánštině) je hlavní město provincie Huamanga v departementu Ayacucho v Peru. Ayacucho má 33 kostelů, kdy každý představuje jeden rok Ježíšova života. Ve městě se zvláště během Svatého týdne a Velikonoc konají velké náboženské oslavy. Tyto oslavy zahrnují koňské dostihy s rysy peruánského Caballos de Paso a tradiční běh býků, známý lokálně jako jalatoro nebo pascuatoro. Jalatoro je podobné španělskému encierro, kromě toho, že býci jsou pod vedením morochucos („kovbojové“ z peruánských And). 
Jméno města je odvozeno z kečuánského aya (=smrt) a kuchu (=roh, kout), neboť v blízkosti se odehrála významná bitva peruánské války o nezávislost. 

## Historie

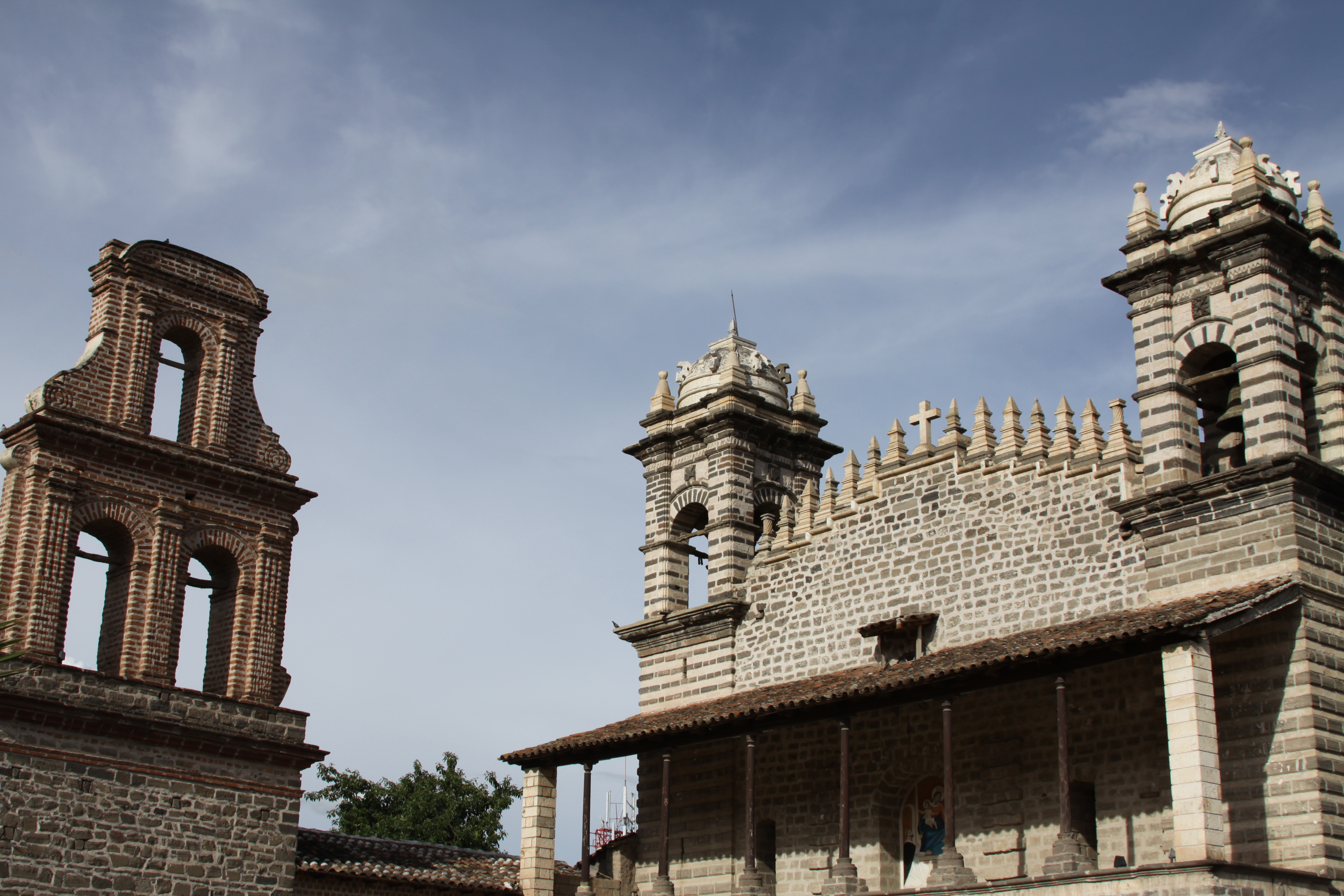
Kostel Santo Domingo

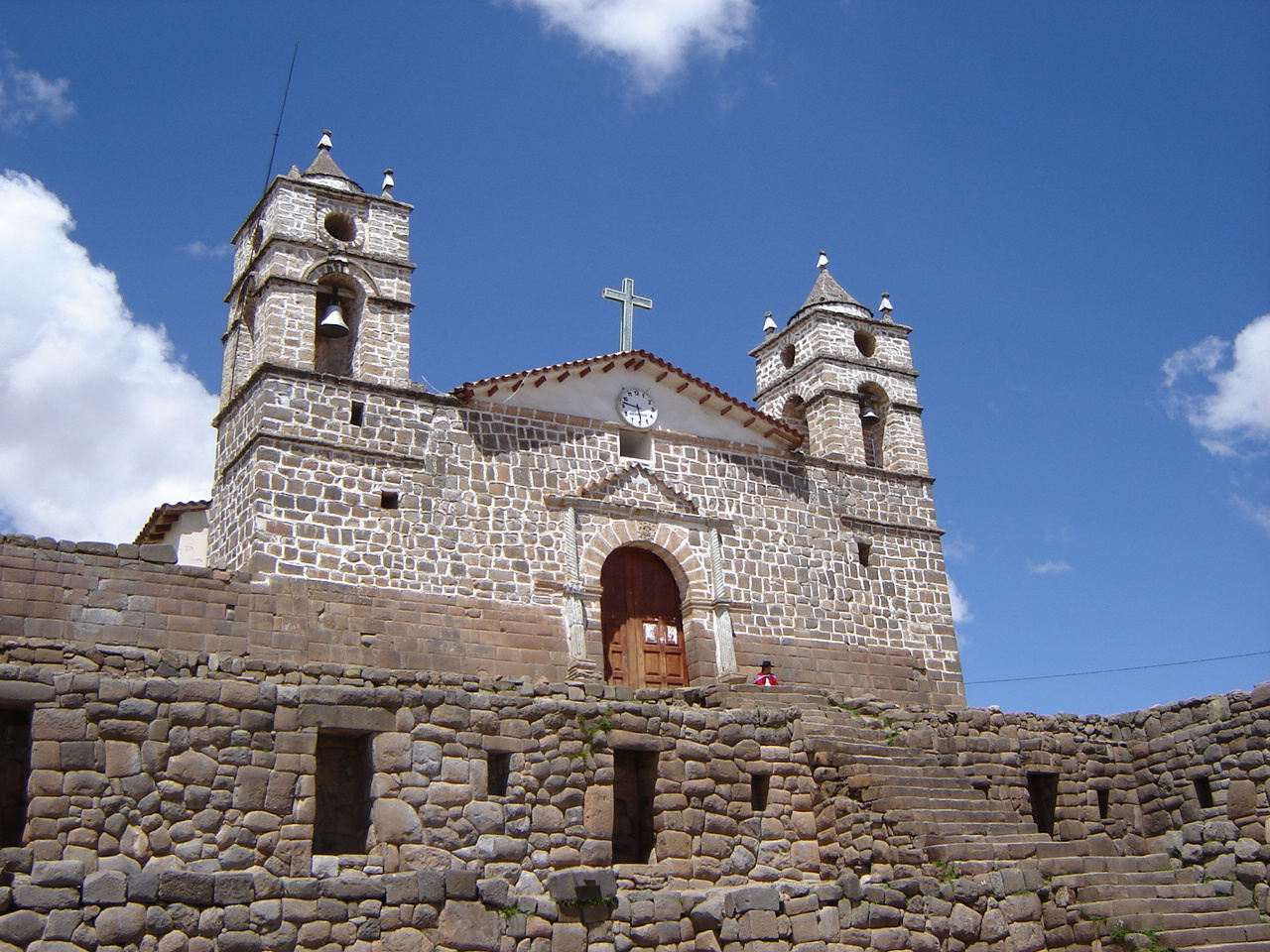
Katedrála Vilcashuaman, postavená na zbytcích inckého chrámu

Stopy lidského osídlení více než 15 000 let staré byly nalezeny v místě Pikimachay, asi 25 km severně od Ayacucha. V období let 500–900 n. l. byl region obsazen lidem kultury Huari (Wari), která se stala známou jako první rozpínavé impérium založené v Andách před Inky.
Region Ayacucho byl obydlený měnícími se původními kulturami po tisíce let, včetně kultur Wari, Chanka a Nasca před Inky. Město zde bylo založeno španělským conquistadorem Franciscem Pizarrem 25. dubna 1540 pod názvem San Juan de la Frontera de Huamanga. Kvůli přetrvávajícímu povstání Inků vedenému Inkou Manco proti Španělům se Pizarro rychle snažil zalidnit osadu malým počtem Španělů přivedených z Limy a Cusca.

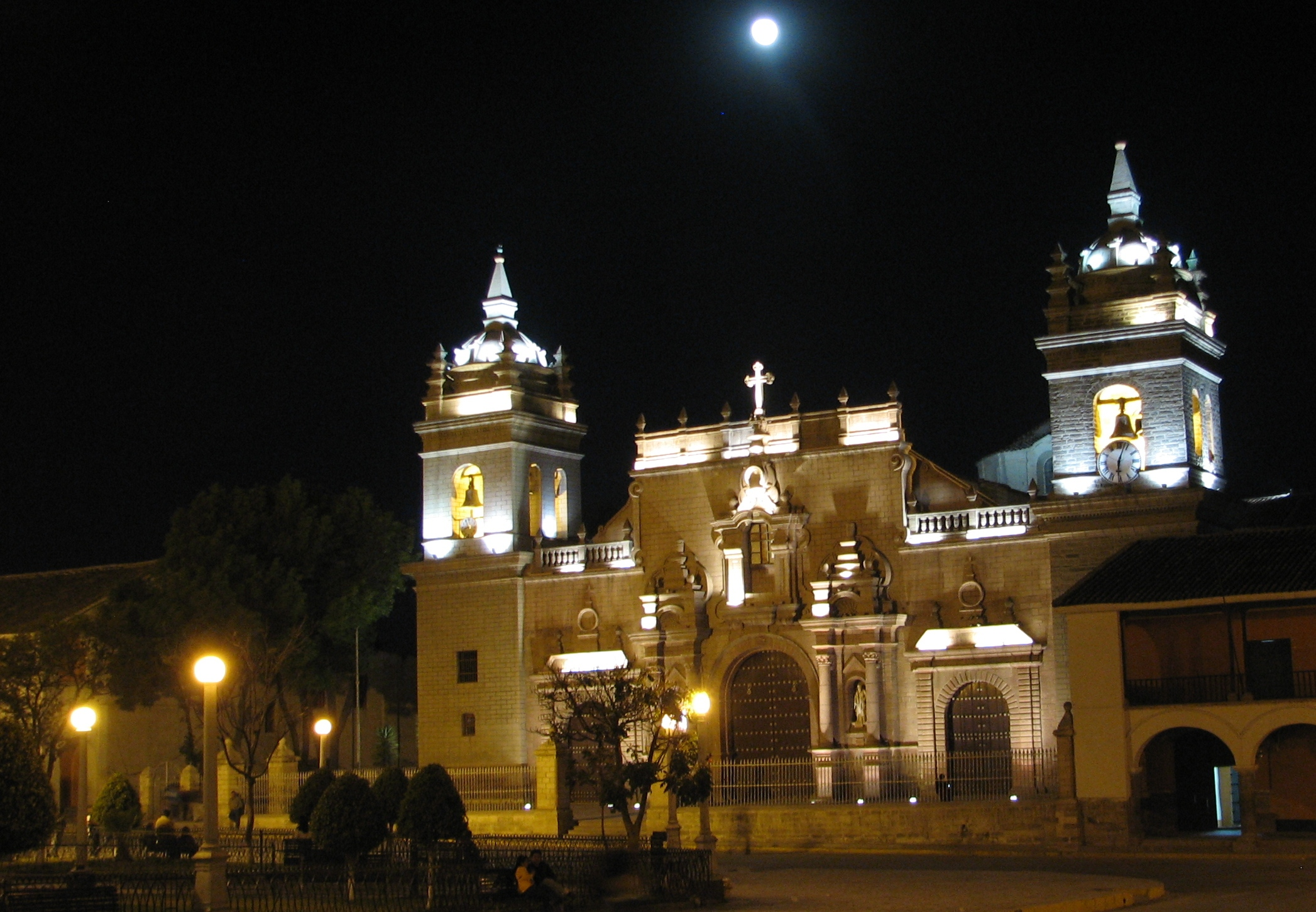
Katedrála Ayacucho

17. května 1544 získalo královským výnosem město titul La Muy Noble y Leal Ciudad de Huamanga (nejvznešenější a věrné město Huamanga). Městská hlavní univerzita byla založena 3. července 1677 jako Universidad Nacional San Cristóbal de Huamanga. 15. února 1825 změnil Simon Bolívar název města na Ayacucho. Město je pojmenované podle historické bitvy, která proběhla na blízké pampě La Quinua 9. prosince 1824. K uctění tolika obětí na bojišti občané nazvali místo Ayakuchu, kdy v kečuánštině „aya“ znamená mrtvý a „kuchu“ kout, roh. Bitva u Ayacucha byla posledním ozbrojeným střetem mezi španělskými armádami a vlastenci během peruánské války za nezávislost. Vítězstvím vlastenců byla zpečetěna nezávislost Peru a Jižní Ameriky. Po této bitvě bylo La Paz, nyní hlavní město Bolívie, podobně přejmenováno na La Paz de Ayacucho.

## Ekonomika

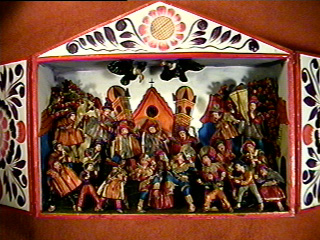
Tzv. „retablo“ z Ayacucha

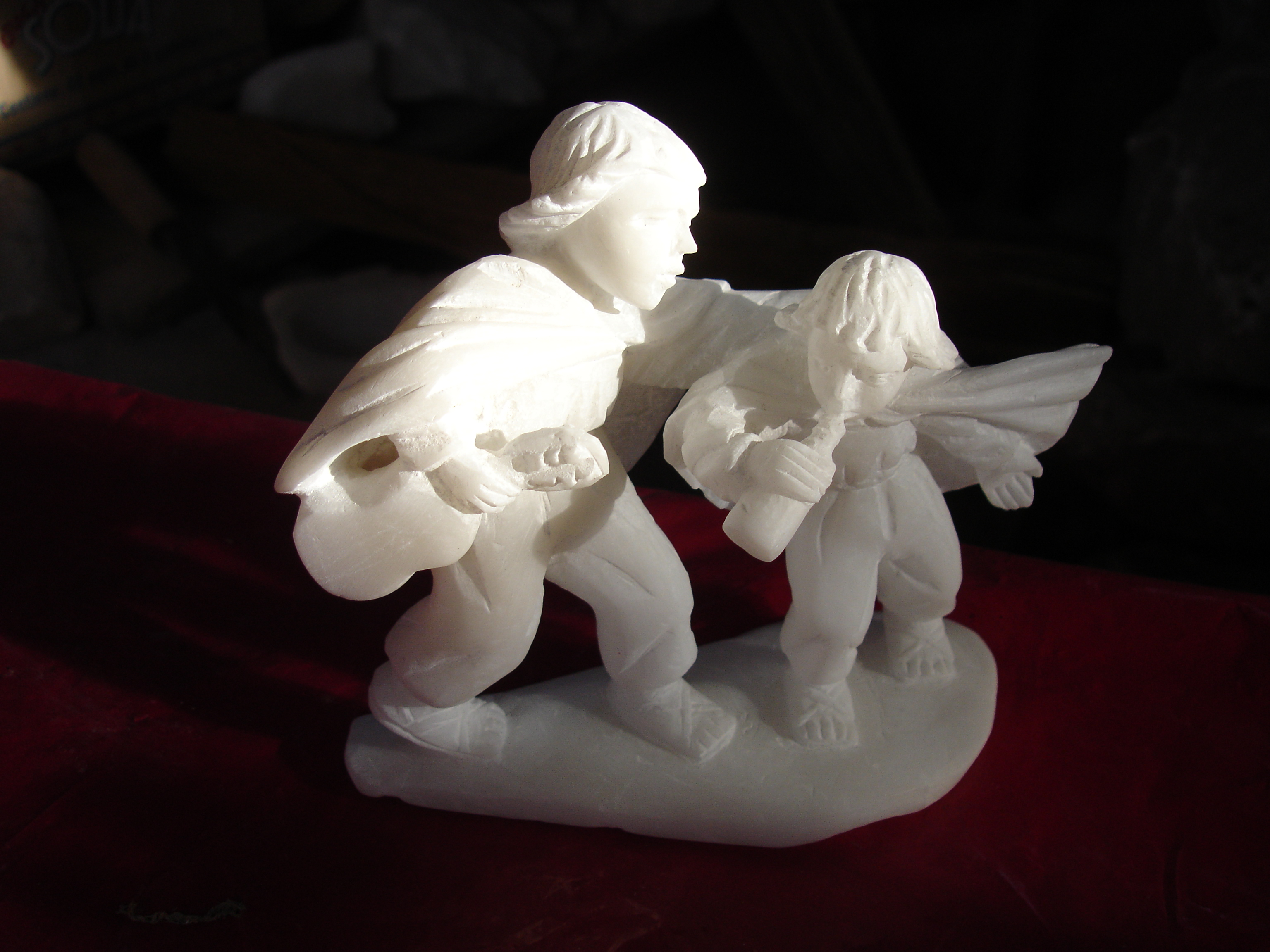
Tzv. kámen Huamanga

Ekonomika je založená na zemědělské výrobě a lehkém průmyslu, včetně výroby textilního zboží, hrnčířství, koženého zboží a filigránských výrobků (stříbrné šperky). Je to regionální turistický cíl, známý svými 33 kostely, které byly postaveny v koloniální době (nejstarším je San Cristobal z roku 1540), a blízkým bojištěm La Quinua. V roce 1980 užívala město Světlá stezka (Sendero Luminoso) jako svou základnu pro kampaň proti úplatným peruánským vládám. Kampaň skončila poté, co byl vůdce Abimael Guzmán Reynoso roku 1992 dopaden a uvězněn. Někteří jeho stoupenci jsou nyní[kdy?] aktivně zapojeni do obchodu s narkotiky či jeho ochrany. Pokud by sociální problémy zůstaly nezměněné, může dojít k oživení tohoto hnutí. Region Ayacucho je venkovskou oblastí a jednou z nejchudší celé země. Za posledních 15 let[kdy?] života v míru však občané tvrdě pracovali na zlepšení životních podmínek.

## Rodáci z Ayacucho

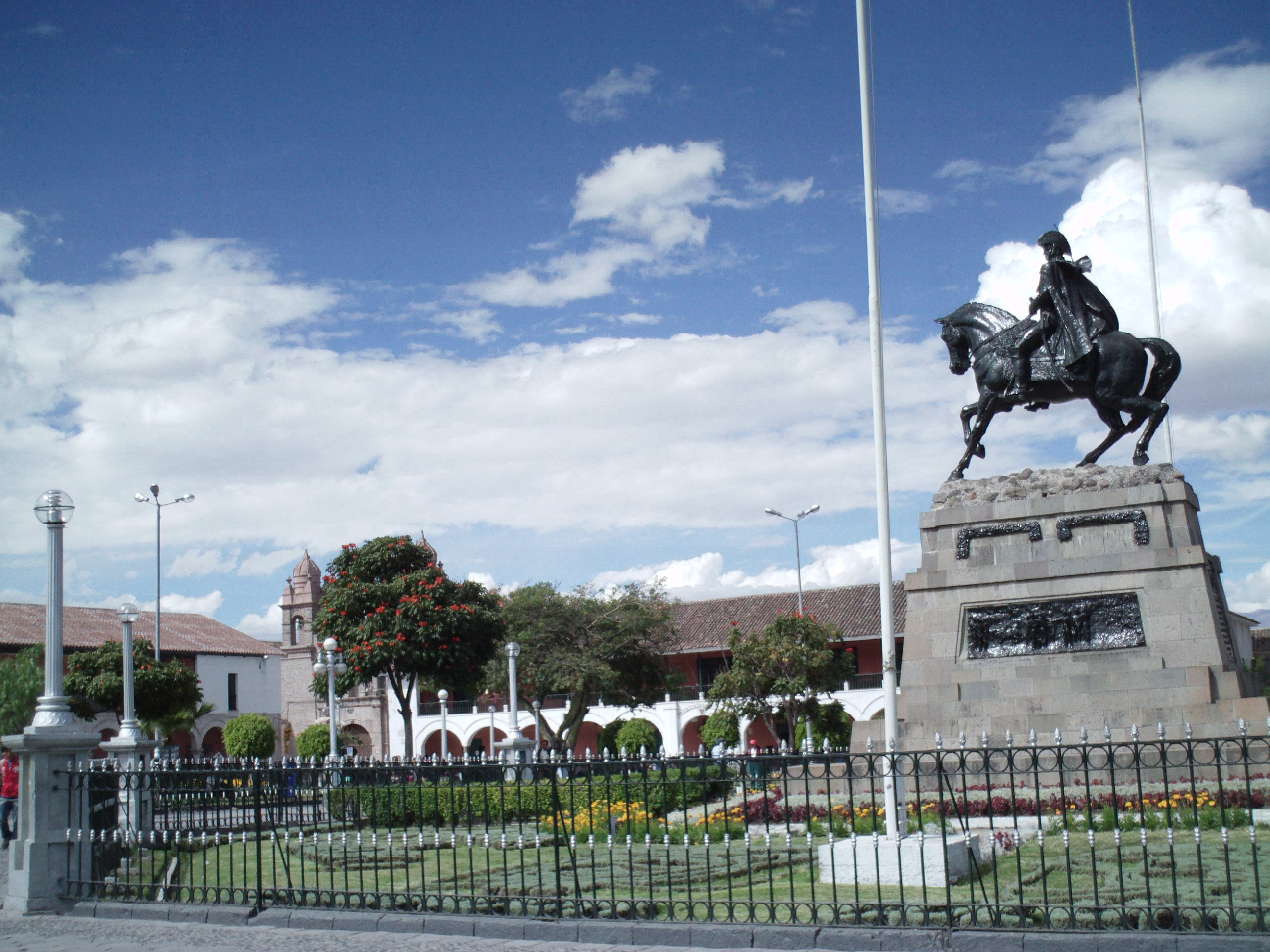
Náměstí Plaza de Armas, též Parque Sucre s pomníkem Antonia José de Sucre

- Andres Avelino Caceres, prezident Peru (1886–1890) a (1894–1895)
- Raul García Zárate, kytarista
- Maria Parado de Bellido, hrdinka války za nezávislost
- Luis Guillermo Lumbreras, archeolog
- Alberto Arca Parró, ekonom a právník
- Efrain Morote G., antropolog a univerzitní prezident